# Amanda Sandborg Waesterberg
Amanda Teresia Waesterberg, född Sandborg 16 december 1842 i Stockholm, död 3 januari 1918, var en svensk pianist och kompositör.

## Biografi
Amanda Sandborg Waesterberg föddes 1842 i Stockholm som dotter till Carl Sandborg (1793–1862), kantor i Maria Magdalena kyrka samt vid Kungliga operan, och  Frederica Cecilia, född Hagberg. Efter inledande musikskolning i hemma antogs hon till sångklasserna vid Kungliga Musikaliska Akademien. Hon gifte sig med handlanden Lars Magnus Waesterberg och blev svärmor till industrialisten Fredrik Ljungström.
Från 1875 och framåt komponerade  Amanda Sandborg Waesterberg hundratals verk under signaturen "A S-g" och var även aktiv som pianopedagog, bland annat vid Richard Anderssons skola. Som medlem i frikyrkan var många av hennes verk psalmer, publicerade i Svenska Missionsförbundets sångbok. Omkring hälften av psalmerna var ämnade för sång, från enstämmiga till flerstämmiga för kör.
| ”                                                                          | Stilistiskt ansluter sig Sandborg-Waesterberg till sångskapandet kring 1800-talets mitt, en stil som hade konserverats inom såväl den borgerliga hemmusiken som inom frikyrkan. [...] Hon var själv pianist och ackompanjatör, och hennes pianosats är ofta relativt utarbetad och självständig gentemot sångstämman. I några sånger finns virtuost klingande figurationer eller texttolkande fågelkvitter, i andra koloraturartade figurer i sångstämman. Några av de tidigare sångerna ansluter till konstmusikalisk folkton. Dramatik skapas ofta med hjälp av dim-ackord. Om tonspråket i hennes solosånger i sig är tillbakablickande, är det mer utarbetat i jämförelse med samtida musik inom frikyrkan. | „ |
| – Hans Bernskiöld (2015), Levande Musikarv, Kungliga Musikaliska akademien | |   |

Amanda Sandborg Waesterberg är begravd på Norra begravningsplatsen utanför Stockholm.